# Arquitectura textil

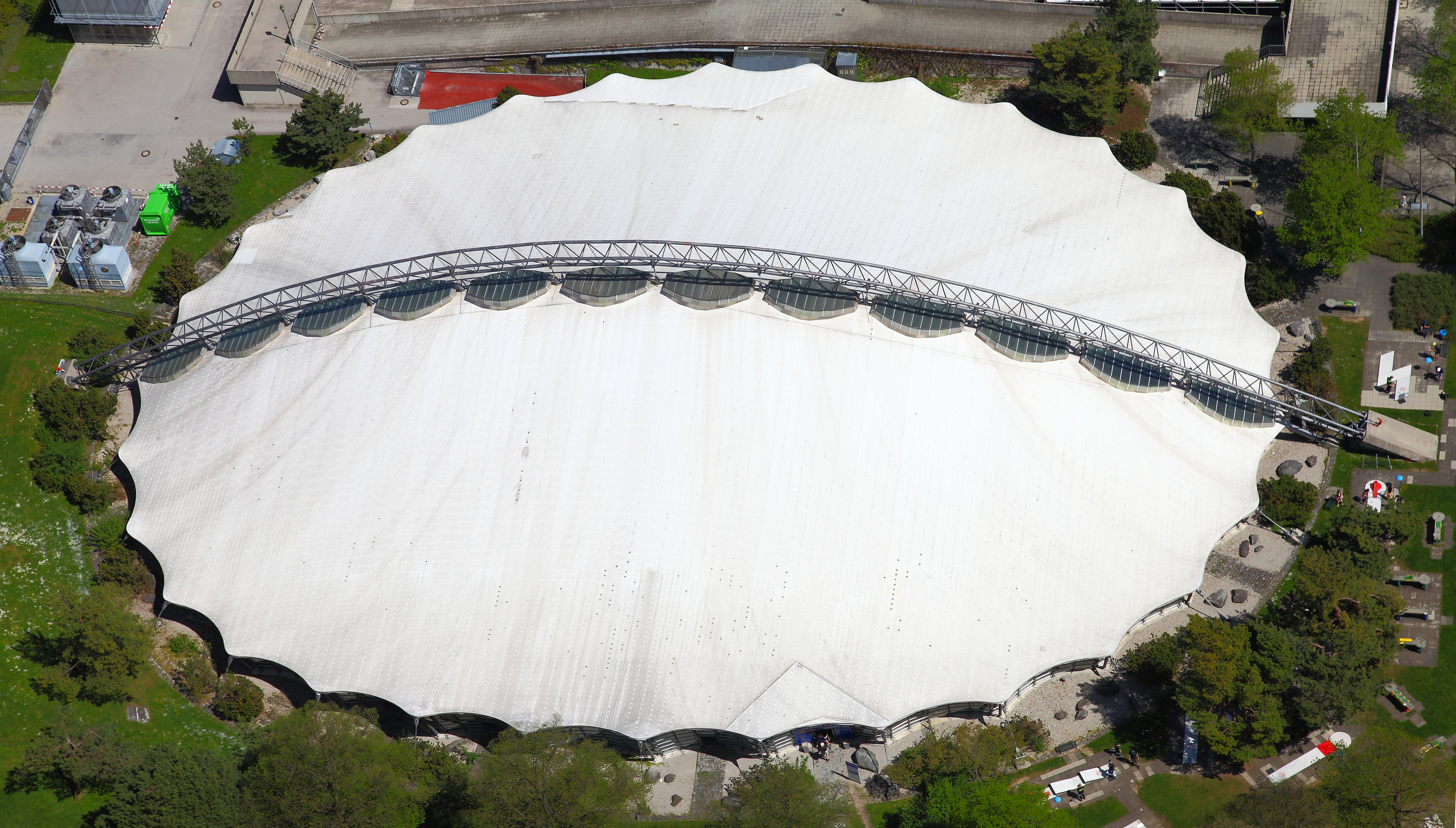
Vista aérea del Olympia Eissportzentrum, Múnich, Alemania.

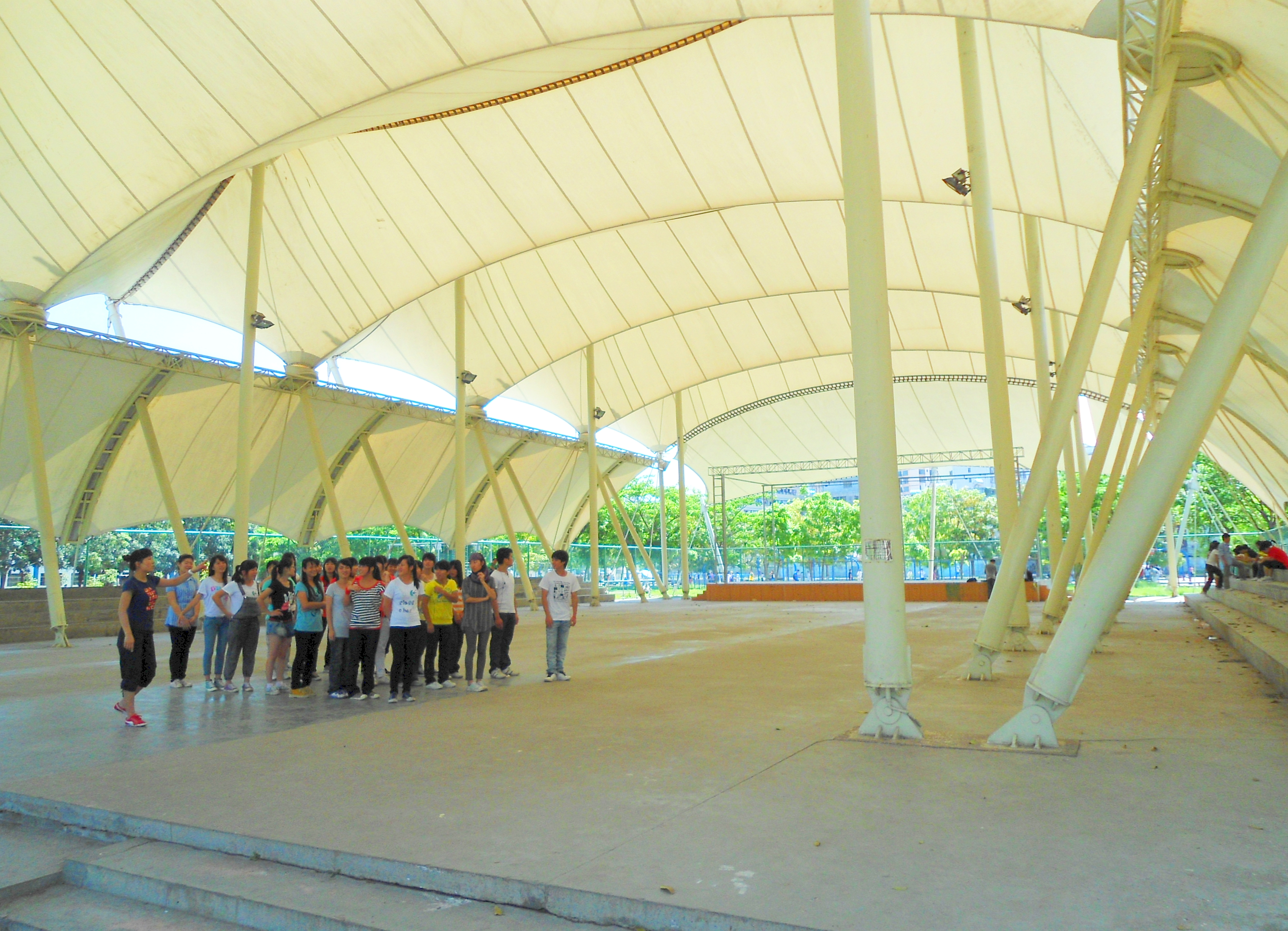
Las cubiertas textiles proporcionan características luminosas.

Se conoce como arquitectura textil (denominada también arquitectura tensada o tensoestructura) a la arquitectura que emplea en gran parte materiales tensados, bien sean membranas textiles, láminas ligeras o mallas de cables, etcétera. Por regla general se trata de estructuras ligeras tensadas que sólo tienen rigidez a tracción y que generalmente, con anterioridad a recibir solicitaciones exteriores, son previamente pretensados. La traducción literal del término tensile architecture, mucho más correcto, no se emplea en español con tanta difusión como el de arquitectura textil.
A pesar de emplearse desde la antigüedad en los poblados trashumantes en forma de estructuras arquitectónicas provisionales como viviendas diseñadas en pequeña escala, no fue sino hasta los años cincuenta del siglo XX cuando se comenzó a desarrollar el uso arquitectónico de las estructuras tensadas en forma de grandes estructuras formadas por elementos que se encontraban únicamente tensados. Esta situación innovadora a mediados del siglo XX se debió principalmente a los avances en el desarrollo tecnológico de elaboración de materiales textiles. Existen diversos tipos de estructuras tensadas empleadas en edificios especiales como aeropuertos (como el aeropuerto de Jeddah, ubicado en Arabia Saudita). Estadios de futbol, ruedos, plaza de toros, y espacios de celebración de grandes eventos, circos, grandes almacenes. Por regla general, se emplea en la disposición de cubiertas de superficies con grandes crujías. 

## Antecedentes

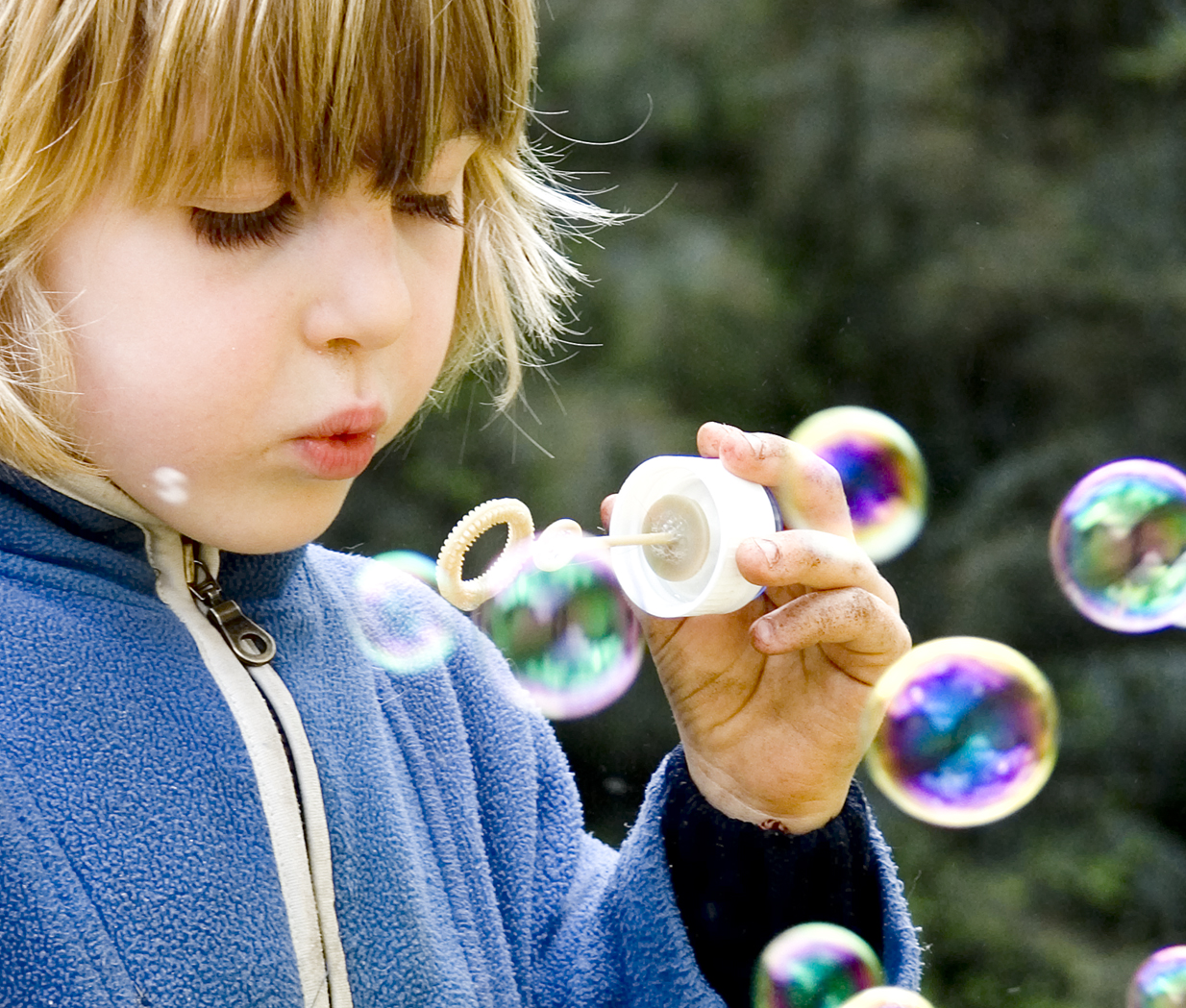
Las pompas de jabón, como superficies en equilibrio, fueron las primeras formas inspiradoras de los arquitectos del.

A pesar de que el empleo de los materiales textiles en construcciones ligeras es tan antiguo como la historia de los pueblos trashumantes que lo empleaban en casas provisionales construidas con pieles que cumplieran requisitos de portabilidad, la tecnología constructiva contemporánea de estructuras textiles encuentra su origen en el siglo XIX.
El empleo de la arquitectura tensada comenzó a ser importante a mediados del siglo XX, cuando se emplearon, en ciertas partes de Alemania, estructuras tensadas. Uno de los primeros proyectos que hizo popular esta arquitectura se presentó en los edificios de la sede de las Olimpiadas de Múnich, celebradas en 1972. Su progresión y uso tuvo varios hitos a lo largo de la historia arquitectónica. Uno de los más sonados fue el colapso del Hubert H. Humphrey Metrodome, en Mineápolis, en el 2010, debido a una carga de nieve. La evolución de este tipo de construcciones ha ido aparejada al desarrollo de los materiales textiles empleados. En Estados Unidos se hizo popular en la tienda motada en La Verne (California) durante los años setenta. 

### SigloXX
Al mecanizarse el hilado y el tejido de las telas, se pudieron crear grandes tiendas portátiles para las carpas de los circos ambulantes, que abundaron en la última parte del siglo XX. Tiendas como el Chapiteau, que llegaban a tener hasta 50 metros de diámetro y estaban hechas de lino (Linum usitatissimum) o lona de cáñamo.  El Chapiteau estaba sostenido cerca del centro por medio de cuatro mástiles principales, situados alrededor de la pista circense. La lona colgaba de ellos hasta postes situados a intervalos frecuentes a lo largo del perímetro, que estaban atirantados, por cuerdas ancladas al suelo. Aunque se trataba de estructuras ambulantes, instaladas por un corto periodo de tiempo, su diseño incorporó dos de las principales características de las modernas estructuras textiles: una forma superficial con doble curvatura y pretensadas, lo que las hace difícilmente deformables.
Las primeras obras de arquitectura textil comenzaron a realizarse en 1952, aunque el punto de partida de este nuevo tipo de construcción se puede situar en la construcción del Pabellón Alemán para la Expo de Montreal de 1967, obra proyectada por Frei Otto y Rolf Gutbrod. Presentó en gran manera un punto de partida radical, tanto arquitectónica como estructuralmente. De mástiles a diferentes alturas, colgó una red de cables, que concentraban su tensión en lo alto de los mástiles. Había 10.000 m² de tela de poliéster recubierta de PVC suspendida de la red de cables y tensada para formar la piel del cerramiento. A partir de ese año, la realización de obras de arquitectura textil ha ido en aumento hasta nuestros días, donde el uso de este tipo de construcción está muy extendido.

### SigloXXI

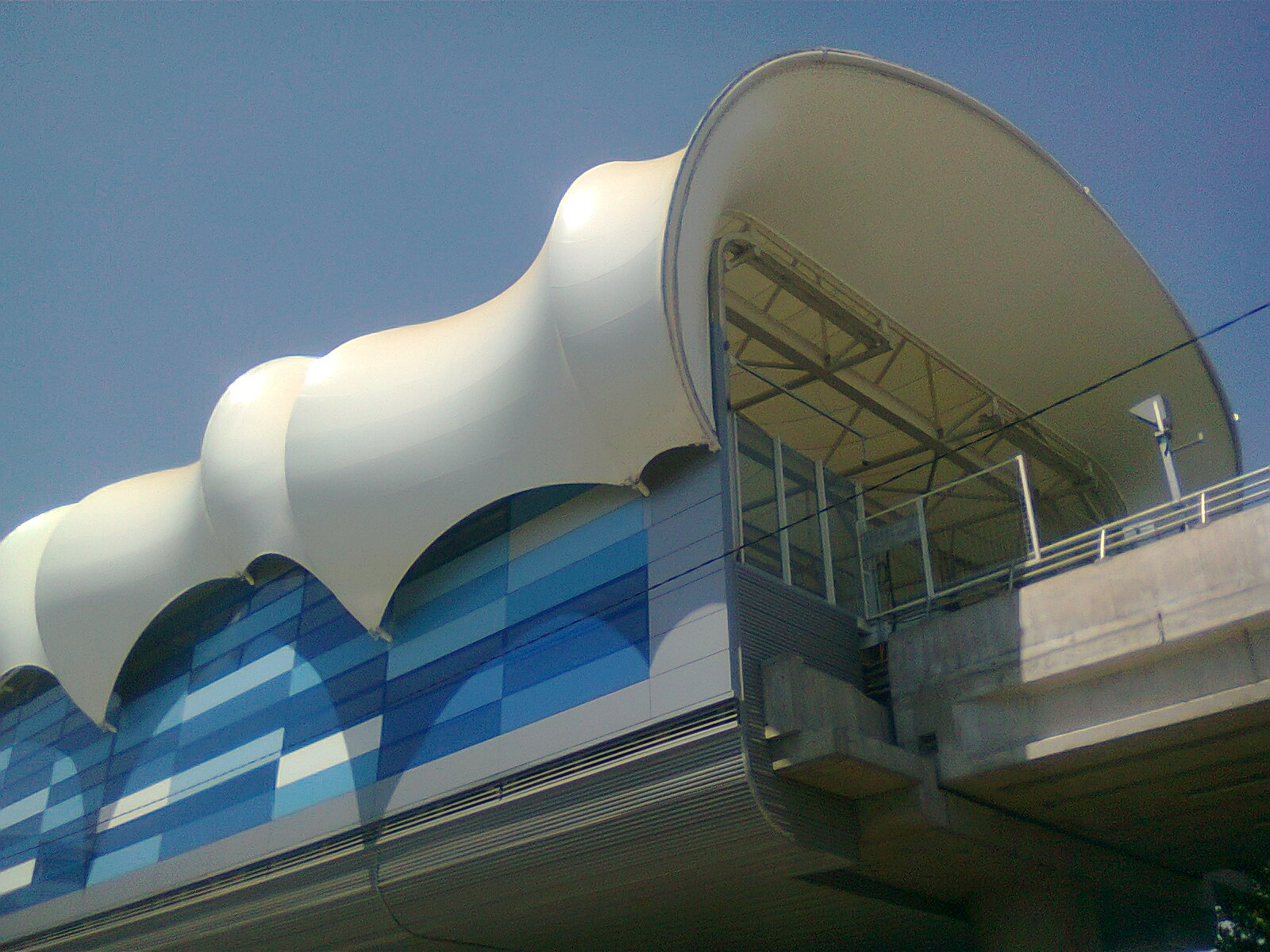
La tensoestructura de textil blanco de PVC y fibra de vidrio, cubre la estación Monte Tabor de la Línea 5 del Metro de Santiago, comuna de Maipú, en Santiago de Chile.

En el siglo XXI, la mayoría de los grandes estadios deportivos (un ejemplo es el Millennium Dome) se cubren con estructuras tensadas, así como terminales de aeropuertos, circuitos de Fórmula 1 y centros comerciales, con superficies superiores a los 100.000 m². Este tipo de arquitectura encuentra aplicación en el diseño arquitectónico de edificios, infraestructura para estaciones y en el de estructuras en el espacio. Los programas de simulación se emplean con frecuencia en las fases de diseño y permiten mejorar las formas. Los avances e innovación en nuevos materiales permiten nuevas estructuras.

## Características

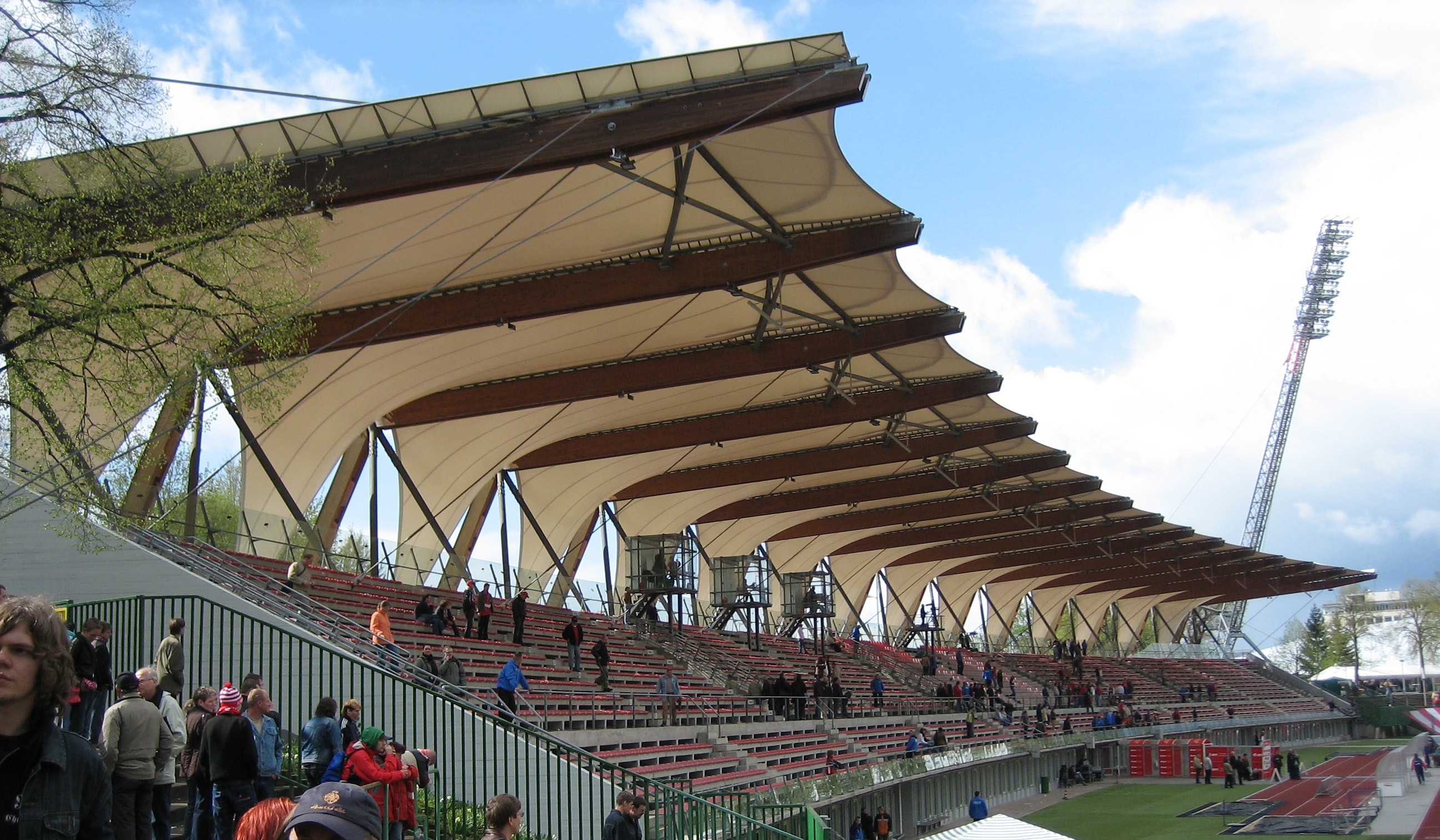
Carpas del Steigerwaldstadion, un estadio de fútbol en Erfurt, Alemania.

Las estructuras textiles proporcionan amplios cerramientos de gran variedad e interés espacial, requieren mínimos elementos de soporte de estructura "rígida" y proporcionan niveles generales de luz diurna natural muy buenos. Desde el punto de vista de la ingeniería, las estructuras textiles son membranas de espesor constante que, en virtud de su forma superficial y de la gran deformidad, pueden soportar las cargas que se requieren en el Código Técnico de la Edificación (CTE).[cita requerida] Al realizar un proyecto de arquitectura textil, hay que tener en cuenta tres factores estructurales fundamentales: la elección de la forma superficial, los niveles de pretensado y la deformidad de la superficie, pues las superficies textiles difieren mucho de las estructuras convencionales.  
La arquitectura textil puede cubrir las mismas funciones que un edificio convencional, con algunas ventajas que permiten augurar un futuro notable a este tipo de estructuras: ofrece una gran imagen estética que se adapta perfectamente a la estructura del edificio, se fabrica y se instala rápidamente y se beneficia de los progresos realizados recientemente en los materiales. Se han estado instalando principalmente en edificios singulares, aunque poco a poco se va apreciando cómo una estructura tensada puede conseguir ahorros energéticos considerables, con una estructura muy estética.
La arquitectura textil se puede fabricar tensada o neumática. Las cubiertas neumáticas son las soportadas por aire, ya que el esfuerzo perpendicular se consigue con una sobre presión de aire. Las cubiertas tensadas son las que emplean mástiles, tensores y cables para tensar la tela por sus extremos en direcciones y sentidos opuestos, incluso fuera de plano. 
Algunas de las razones principales que favorecen el empleo de las cubiertas textiles son las siguientes:
- El peso propio inferior a 1 kp/m² que, junto con la resistencia y flexibilidad del material, permite obtener cubiertas completas extraordinariamente ligeras, sin correas intermedias, de entre 5 y 10 kp/m².
- El coeficiente de transmisión de la luz permite el aprovechamiento de la iluminación natural sin necesidad de recurrir al vidrio, cuya rigidez requiere sobredimensionado.
- La puesta en obra es un montaje de elementos prefabricados que se podrán desmontar y reciclar.

Hoy en día, las estructuras textiles se encuentran en casi todas las zonas climáticas del mundo y sirven para una gran variedad de funciones. Los materiales que se usan para fabricar estas membranas han cambiado mucho desde sus comienzos, ya se pueden encontrar tejidos altamente tecnológicos.
Los materiales comúnmente utilizados en la confección de las membranas reflejan más del 75 % de la energía solar incidente, (absorben el 17 % y transmiten el 13 % de la luz solar incidente), lo cual hace que sean muy eficaces como cubiertas en las zonas templadas, tropicales y áridas. Pero también tienen un buen funcionamiento en zonas templadas, combinados con otros sistemas constructivos.
Actualmente, la arquitectura textil ya no se usa exclusivamente para la realización de cubiertas tensadas, sino que comienza a usarse también para cubrir las fachadas de los edificios, cubiertas neumáticas mediante cojines de ETFE. Además, ha llegado al mercado industrial, para la realización de grandes espacios cubiertos, silos de almacenaje, depósitos de gas, etcétera.

## Forma y comportamiento de las estructuras textiles
La forma y el comportamiento físico de las estructuras textiles difieren mucho de las convencionales estructuras de pórtico rígidas que se usan en la mayoría de los edificios. Los proyectistas de las estructuras textiles tienen en cuenta tres factores estructurales fundamentales: la elección de la forma superficial, los niveles de pretensado y la deformidad de la superficie. Hay que considerar también el ambiente interior, al igual que la elección del tipo concreto y la transparencia de la membrana que se vaya a utilizar.

### Forma de la superficie
La mayoría de las estructuras textiles contemporáneas tienen como base una geometría de superficie anticlástica. Hay cuatro tipos genéricos de superficies anticlásticas de uso común: el cono, la silla de montar, el paraboloide hiperbólico y la de valles paralelos. En esencia, cada una de ellas está constituida por cuatro elementos alabeados, en los que el grado de alabeo depende de la elección de las condiciones perimetrales. Al proyectista le corresponde la elección de un conjunto de condiciones de borde en el proceso de definición de la forma de la membrana. Las condiciones perimetrales son las disposiciones de todos los elementos que están en contacto con la membrana y soportan los cables, mástiles, arcos, vigas,etc. Por ello, cada superficie es el resultado de la elección de unas condiciones de borde determinadas.

### Pretensado

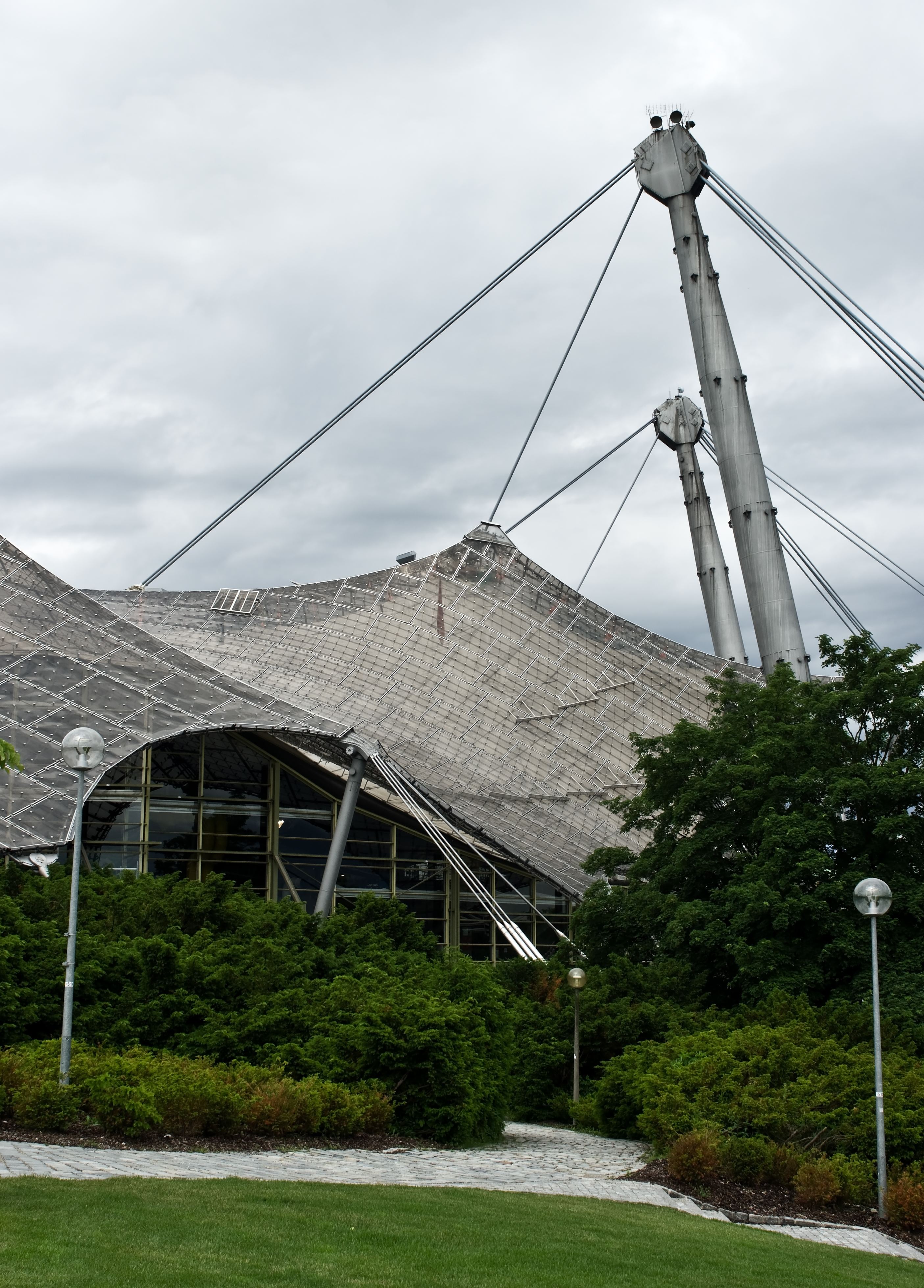
El Olimpia Park de München es uno de los ejemplos claros de uso de estructuras textiles.

El pretensado contribuye de manera significativa a la rigidez de una membrana, debido a que sus componentes de curvatura interaccionan para retener lo que de otro modo serían importantes deformaciones, típicas de superficies planas o cilíndricas. Los valores de pretensado que se usan en la práctica representan una pequeña proporción de la resistencia última de la membrana. Es un compromiso por parte del proyectista elegir la fuerza de pretensado adecuada para cada instalación. Debe ser lo suficientemente bajo para que el proceso de instalación de la membrana no sea muy complicado y debe ser lo suficientemente alto para mantener un pretensado suficiente tras las perdidas por fatiga del material de la membrana a lo largo del tiempo.

### Deformidad
A diferencia de lo que ocurre en los modos de construcción de los edificios más convencionales, la deformidad se considera como característica útil e importante de las estructuras textiles. Además, las deformaciones que se desarrollan en el material de la membrana son de mayor magnitud que, por ejemplo, el acero. Todo ello tiene el beneficioso efecto de que las tensiones no aumenten linealmente con cargas aplicadas debido a los cambios geométricos que se dan en la superficie, en su conjunto.
Por ejemplo, al soplar el viento sobre una membrana cónica, éste hace que el mástil articulado se incline a favor del viento, permitiendo cambios en la curvatura de la superficie a barlovento que atenúan el aumento de las tensiones de la membrana en esa zona, a la vez que las curvaturas de la membrana a sotavento actúan para estabilizar el mástil.

### Ambiente interior
La arquitectura textil construye con membranas flexibles que permiten una gran libertad arquitectónica, una iluminación natural en el interior y la valorización de las superficies de las cubiertas. La luz natural es indisociable de la arquitectura textil, es su principal ventaja. La iluminación natural determina en buen grado el confort visual de los usuarios y es un elemento que estructura un proyecto. En un número creciente de países, las recomendaciones oficiales, vía de textos reglamentarios, promocionan el aporte de la luz natural.
La luz natural generada por una cubierta textil juega un papel decisivo en materia de seguridad. Ofrece una luz cenital que se reparte por toda la superficie de la cubierta, evitando así, zonas de sombra en los puestos de trabajo y de almacenaje. 

## Detalles constructivos

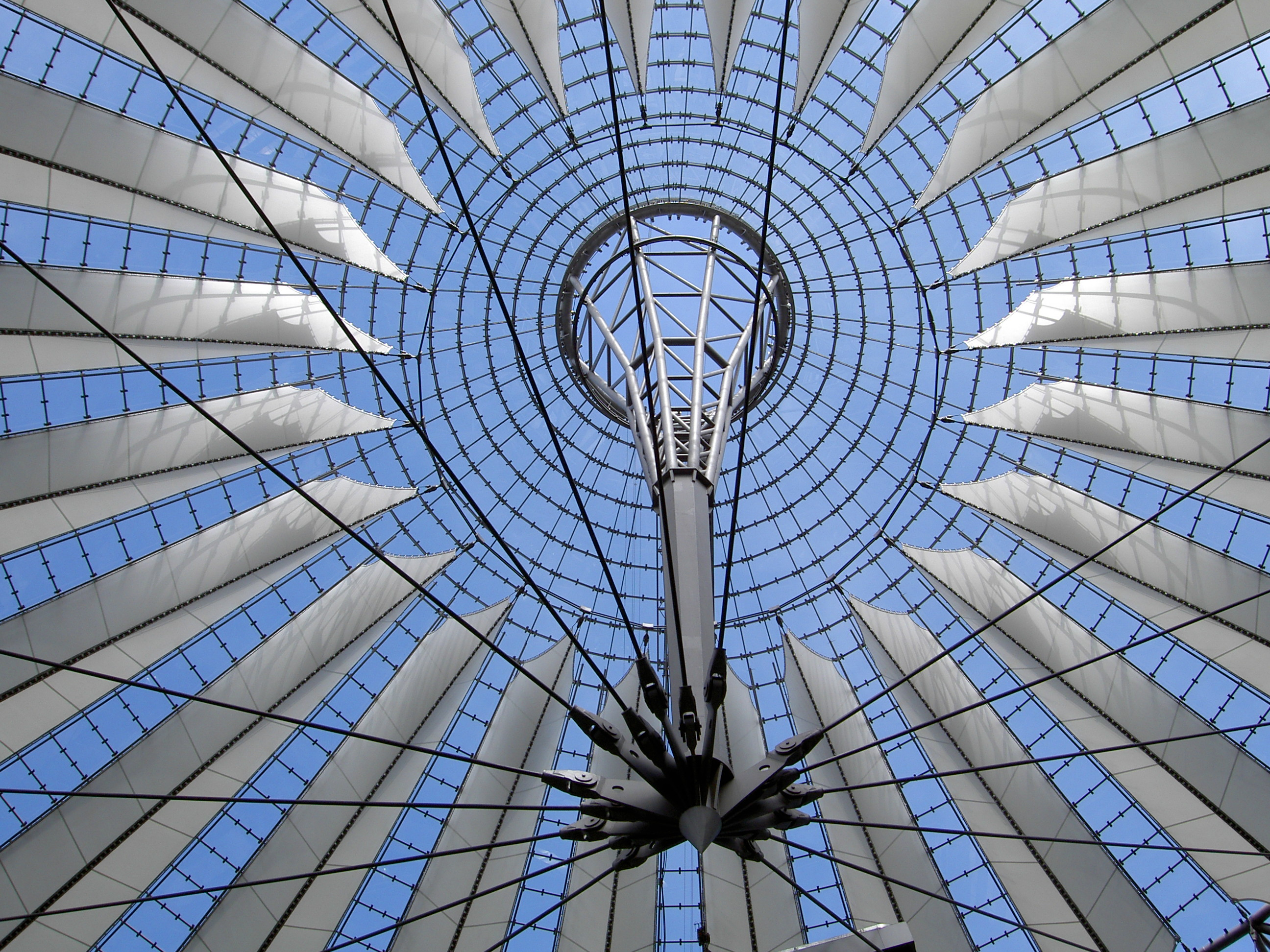
Algunas cubiertas desplegables, como la del Sony Center, poseen características únicas, no alcanzadas con la arquitectura tradicional.

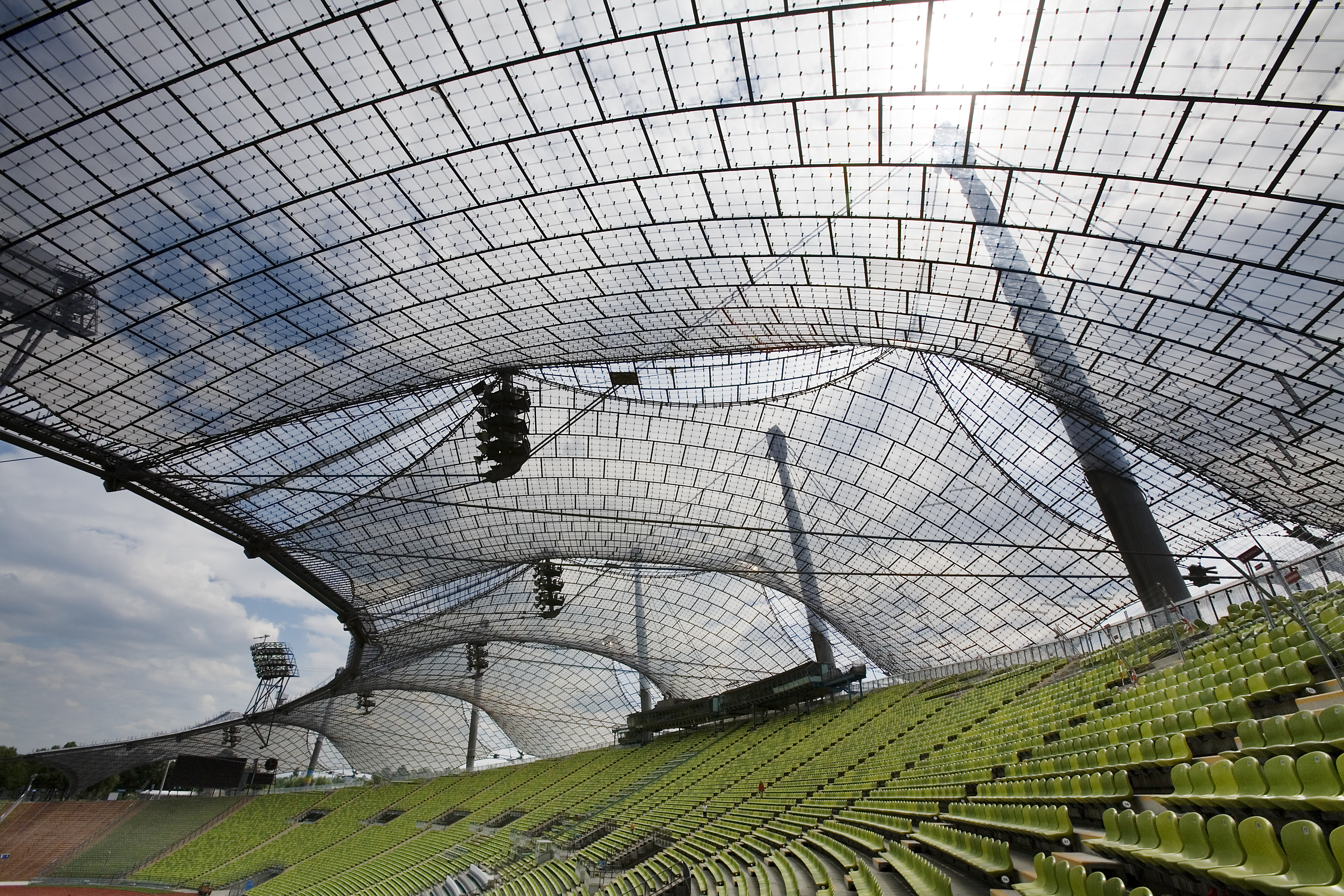
Olympic Stadium, Múnich, de Frei Otto.

Una vez diseñada la estructura, comienza el proceso de fabricación e instalación. La membrana que se usa para la fabricación de estructuras tensadas suele presentarse en rollos. Estos se cortan en ploters de corte automatizado, siguiendo el patronaje desarrollado por el proyectista. Una vez que están cortados los patrones, estos deben unirse para formar la membrana. Hay diferentes maneras de unir los paños, dependiendo del tipo de trabajo y del tejido elegido. Existen uniones cosidas, soldadas por alta frecuencia, con cuña caliente, por aire caliente, planchas calientes, ultrasonido, pegadas, etcétera. Una vez realizada la membrana, deben acoplarse los diferentes accesorios que permiten unirla a los mástiles perimetrales.
Para ello, se instala en el perímetro de la membrana un tipo de borde, flexible o rígido que permita transferir los esfuerzos normales o tangenciales de la membrana al sistema del borde. Los bordes flexibles curvados permiten el pretensado de la tela como resultado de la fuerza de tensión que se aplica en el elemento de borde, mientras que los bordes rígidos sostienen la tela de manera continua mediante una estructura soporte, que tiene mayor rigidez lateral en comparación con la de la tela. Para ambos casos existe una gran variedad de soluciones y acabados que afectan la confección perimetral de la tela. En los vértices de estas superficies se encuentran los denominados puños. Los esfuerzos de la membrana fluyen a los cables de borde, que a su vez los transmiten a los puños y estos lo transfieren a la estructura soporte. Los puños realizan diferentes funciones a lo largo de su vida. Son piezas de metal con extrañas formas, que pueden dañar la lona si no se tiene mucho cuidado en su manejo e instalación en la membrana antes del montaje. En la obra se atizan para ayudar con la instalación y pretensado de la estructura. Posteriormente, tienen que permanecer activos durante su vida de servicio, como parte articulada de la estructura que se mueve de acuerdo con la membrana.
Finalmente están los mástiles, que pueden ser intermedios o perimetrales. Los mástiles intermedios suelen llevar un anillo metálico en su parte superior que permite controlar el nivel de tensión de la membrana. Este anillo, mediante sistemas roscados, cables o sistemas neumáticos, da la tensión adecuada a la membrana. Los mástiles perimetrales suelen ser mástiles pivotantes-articulados que se estabilizan mediante cables, con sus tensores correspondientes que tensan el mástil para estabilizar la tela y darle la tensión adecuada.
Una vez terminada la fabricación de la membrana y de todos sus complementos, queda el empaquetado y transporte al lugar de instalación. El empaquetado es una parte muy importante del proceso. Se debe empaquetar de tal manera que proteja cada una de las partes de la membrana de posibles roces y golpes. Pero, sobre todo, debe plegarse de manera que se facilite la instalación en la obra. Es decir, debe ser plegada según indique el proyectista, pues conoce cómo va a ser instalada la membrana en la estructura: cuál va a ser el vértice que se va a instalar primero y cuál va a ser el último, si se va a extender completamente o si se va a ir desenrollando con rodillos y grúa. De esta manera, la membrana estará protegida durante el proceso de instalación.
El proceso de instalación debe preverse durante el diseño de la estructura, sobre todo si es de gran tamaño. Hay que elaborar un método adecuado, y tener en cuenta todas las condiciones de trabajo, la estabilidad de la estructura paso a paso, el manejo del material, la ubicación de la obra y las condiciones meteorológicas durante el periodo de izado. Se debe proporcionar a los instaladores el diseño de los detalles de las piezas estructurales y las conexiones, así como los pesos de cada una de las piezas. El proyectista debe determinar el cálculo final del izado y la magnitud de las fuerzas que hay que aplicar en las secuencias predeterminadas del montaje. Hay que poner especial atención en la exactitud dimensional de la posición de los puntos del sistema soporte, así como en la colocación correcta de las pletinas y de los anclajes de conexión. Durante el proceso de izado de la membrana, puede ser necesario usar una barra transversal que evite que se produzcan daños. Es muy importante tener en cuenta las condiciones meteorológicas de los días en los que se proceda al izado de las estructuras, y el izado no debe realizarse si los vientos son superiores a los 25 km/h.

## Codificación
La clasificación codificada que establece el Instituto de Especificaciones Constructivas CSI (Construction Specifications Institute) junto con las Especificaciones Constructivas de Canadá CSC (Construction Specifications Canada), es la siguiente:
| División | Código   | Título                                 | Traducción                                     |
| -------- | -------- | -------------------------------------- | ---------------------------------------------- |
| 05       | 05 16 00 | Structural Cabling                     | Cableado estructural                           |
| 05       | 05 19 00 | Tension Rod and Cable Truss Assemblies | Barra tensora y Ensambles de armadura de cable |
| 13       | 13 31 00 | Fabric Structures                      | Estructuras textiles                           |
| 13       | 13 31 23 | Tensioned Fabric Structures            | Estructuras textiles tensadas                  |
| 13       | 13 31 33 | Framed Fabric Structures               | Estructuras textiles enmarcadas                |

La anteriores codificaciones fueron:
| División | Código | Título                     | Traducción                        |
| -------- | ------ | -------------------------- | --------------------------------- |
| 13       | 13120  | Cable-Supported Structures | Estructuras soportadas por cables |
| 13       | 13120  | Fabric Structures          | Estructuras textiles              |

## Materiales
Los tejidos que se pueden emplear son numerosos: PES-PVC, ETFE, silicona, PVDF, impermeables, calados, de colores y otros. Según el uso y el lugar de la instalación, el riesgo de nevadas y la temperatura media exterior, entre otros factores, se usa uno u otro. Incluso se puede acudir a varias membranas, con cámaras de aire intermedias o aislantes, para poder disponer de una mayor protección térmica.

### Estructuras relacionadas
- Toldo
- Cubierta laminar suspendida
- Cúpula geodésica

### Conceptos teóricos
- Teoría de placas y láminas
- Tensegridad
- Geodésica
- Geometría diferencial de superficies
- Geometría diferencial de curvas

### Tecnologías relacionadas
- Tensairity